# Turići (Travnik)
Pour les articles homonymes, voir Turići.
Turići (en cyrillique : Турићи) est un village de Bosnie-Herzégovine. Il est situé dans la municipalité de Travnik, dans le canton de Bosnie centrale et dans la fédération de Bosnie-et-Herzégovine. Selon les premiers résultats du recensement bosnien de 2013, il compte 677 habitants.

## Géographie
Le village est situé à proximité de la rivière Lašva, un affluent gauche de la Bosna.

## Démographie

### Évolution historique de la population dans la localité
| 1948 | 1953 | 1961 | 1971 | 1981 | 1991 | 2013 |
| ---- | ---- | ---- | ---- | ---- | ---- | ---- |
| -    | -    | 366  | 414  | 684  | 795  | 677  |

|  |